# Kellan Lutz
Pour les articles homonymes, voir Lutz.
Kellan Lutz, né le 15 mars 1985 à Dickinson dans le Dakota du Nord, est un acteur et mannequin américain.
Il est notamment connu pour ses rôles d'Emmett Cullen dans la saga Twilight, adaptée des romans de Stephenie Meyer, Smilee dans Expendables 3 et de l'agent Crosby dans FBI: Most Wanted.

## Biographie
Kellan est né le 15 mars 1985 à Dickinson dans le Dakota du Nord, de Karla et Bradley Lutz. Il a une sœur et six frères. Il est d'ascendance allemande. Il grandit dans le Dakota du Nord, le Midwest et l'Arizona, où il est lycéen à l'Horizon High School d'Arizona. Il a également l'occasion d'être mannequin durant les vacances d'été. Il ressort ensuite diplômé en génie chimique de l'Université Chapman en Californie, avant de décider de poursuivre une carrière d'acteur.

## Carrière

### Débuts
Il fait ses premiers pas de comédiens à la télévision, en jouant dans plusieurs séries. Il obtient des rôles récurrents dans Model Citizens et Mon comeback, ainsi que des petits rôles dans des épisodes de Amour, Gloire et Beauté, Les Experts : Manhattan, Summerland, Six Feet Under, Les Experts ou encore Heroes. Il apparaît également dans les films Stick It, Admis à tout prix et Le bal de l'horreur. Il joue un plus sur la scène californienne et était le présentateur de l'émission de télé-réalité de la chaîne Bravo Blow Out.
Il apparaît également dans la publicité de 2006 du parfum d'Hilary Duff With Love... Hilary Duff, et en 2007 dans le clip vidéo de son single With Love. En 2008, il appraît dans un nouveau clip vidéo, Without You de Hinder. La même année, il rejoint le casting de la mini-série Generation Kill, adaptée du roman d'Evan Wright.

### Parcours à Hollywood

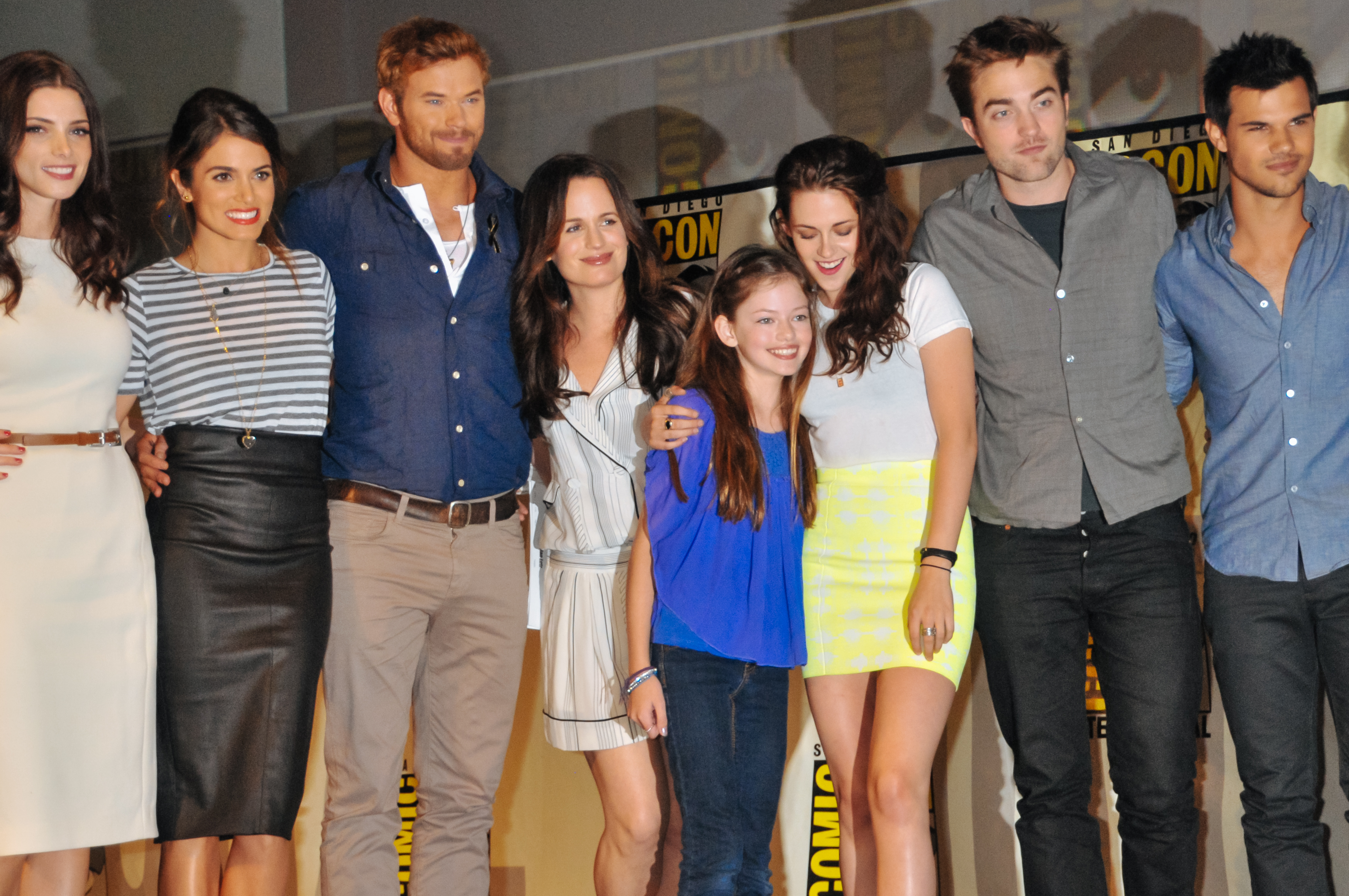
Le casting de Twilight.

En 2008, il incarne le rôle d'Emmett Cullen dans l'adaptation cinématographique de la saga Twilight de Stephenie Meyer, aux côtés de Robert Pattinson, Kristen Stewart et Taylor Lautner, et reprendra son rôle dans les quatre volets suivants, sortis en 2009, 2010, 2011 et 2012. Le succès de la saga lui permet de participer à des projets de grosse envergure, notamment des films d'action, registre qu'il apprécie en particulier.

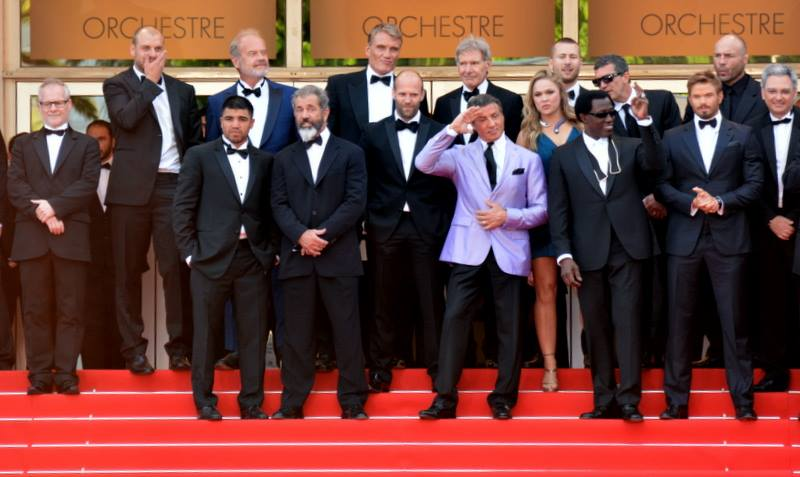
Le casting de Expendables 3 au Festival de Cannes 2014.

En 2009, il obtient le rôle de George Evans dans la série 90210 Beverly Hills : Nouvelle Génération. Il retrouve ensuite à l'écran sa costar de Twilight et meilleure amie dans la vraie vie Ashley Greene dans le film A Warrior's Heart, avant d'incarner en avril 2010 Dean dans Freddy : Les Griffes de la nuit, et le dieu de la mer Poséidon dans Les Immortels (2011). Il était l'un des candidats pour le premier rôle masculin de Hansel et Gretel : Witch Hunters. Il a également été envisagé pour incarner le rôle principal dans Conan, finalement dévolu à Jason Momoa.
En 2011, il retrouve son costar des Immortels Mickey Rourke dans Java Heat, tourné en Indonésie.

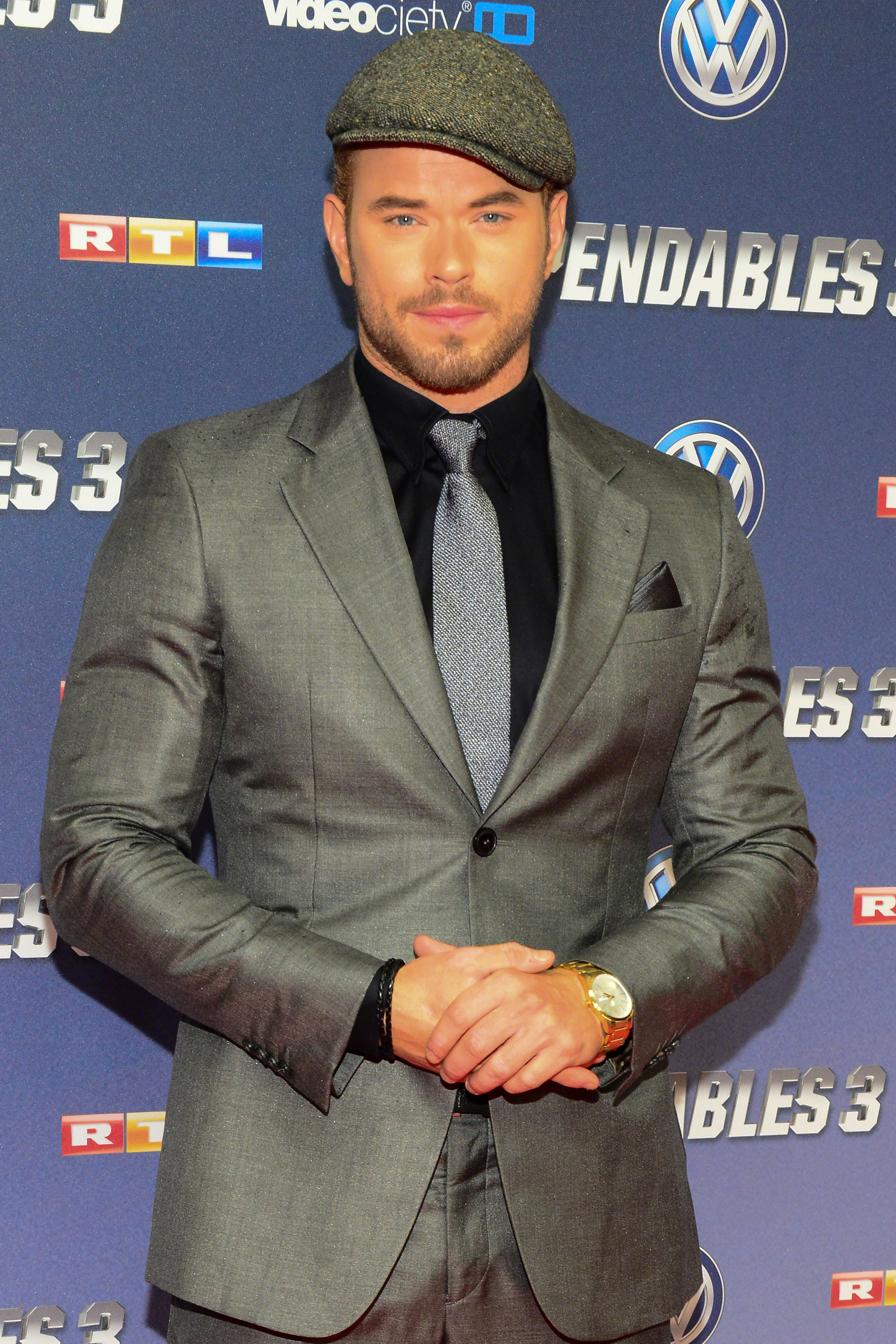
Kellan Lutz en 2014.

En 2013, il joue dans la comédie Syrup (film) (en) avec Amber Heard. La même année, il incarne Tarzan dans l'animation de Reinhard Klooss, Tarzan. En 2014, il participe dans deux blockbusters. Il joue le rôle éponyme dans La Légende d'Hercule et rencontre lors du tournage la production des Expendables en Hongrie. Il interprète alors Smilee dans Expendables 3, rejoignant entre autres Sylvester Stallone, Harrison Ford, Arnold Schwarzenegger, Jason Statham et Antonio Banderas.
En 2015, il rejoint Peter Sarsgaard dans le biopic Experimenter. La même année, il joue le rôle principal du film d'action Extraction, un agent de la CIA fils dont le père joué par Bruce Willis est enlevé.
En 2016, il partage l'affiche avec Jesse Williams dans le thriller Money de Martin Rosete. On le retrouve également en tête d'affiche du film de science-fiction Osiris, la 9ème planète aux côtés d'Isabel Lucas.
En 2018, il renoue avec le genre de l'horreur en jouant Jack Ridley, un des rôles principaux de Guardians of the Tomb. Il partage également l'affiche du film d'action et biopic Speed Kills. Le film retrace l'histoire du multimillionaire Ben Aronoff joué par John Travolta, champion de course de hors-bord, qui était connu pour mener une double vie avec des cartels de drogue.

### Films indépendants
En 2019, il participe dans la comédie indépendante Ce que veulent les hommes d'Adam Shankman. Il joue ensuite en 2020 le rôle principal dans un film français, Divertimento, également le premier court-métrage dans lequel il participe. Il incarne un joueur d'échecs aux côtés de Torrey DeVitto et Ola Rapace.

### FBI: Most Wanted
Depuis 2020, Lutz joue le rôle de l'agent Crosby dans FBI: Most Wanted aux côtés de Julian McMahon

### Partenariats
Il est sous contrat avec l'agence de mannequinat Ford. Il était l'un des modèles présents dans la campagne de sous-vêtement de 2010 de Calvin Klein. Il assure également 2016 la campagne de promotion pour Champagne G.H. Mumm.

## Participation à des œuvres caritatives
Il soutient la société protectrice des animaux PETA et apparaît dans l'une de ses vidéos incitant les gens à opter pour l'adoption d'un animal plutôt que son achat.
Il soutient également le travail de reconstruction de La Nouvelle-Orléans, en particulier le projet St. Bernard.

## Vie privée

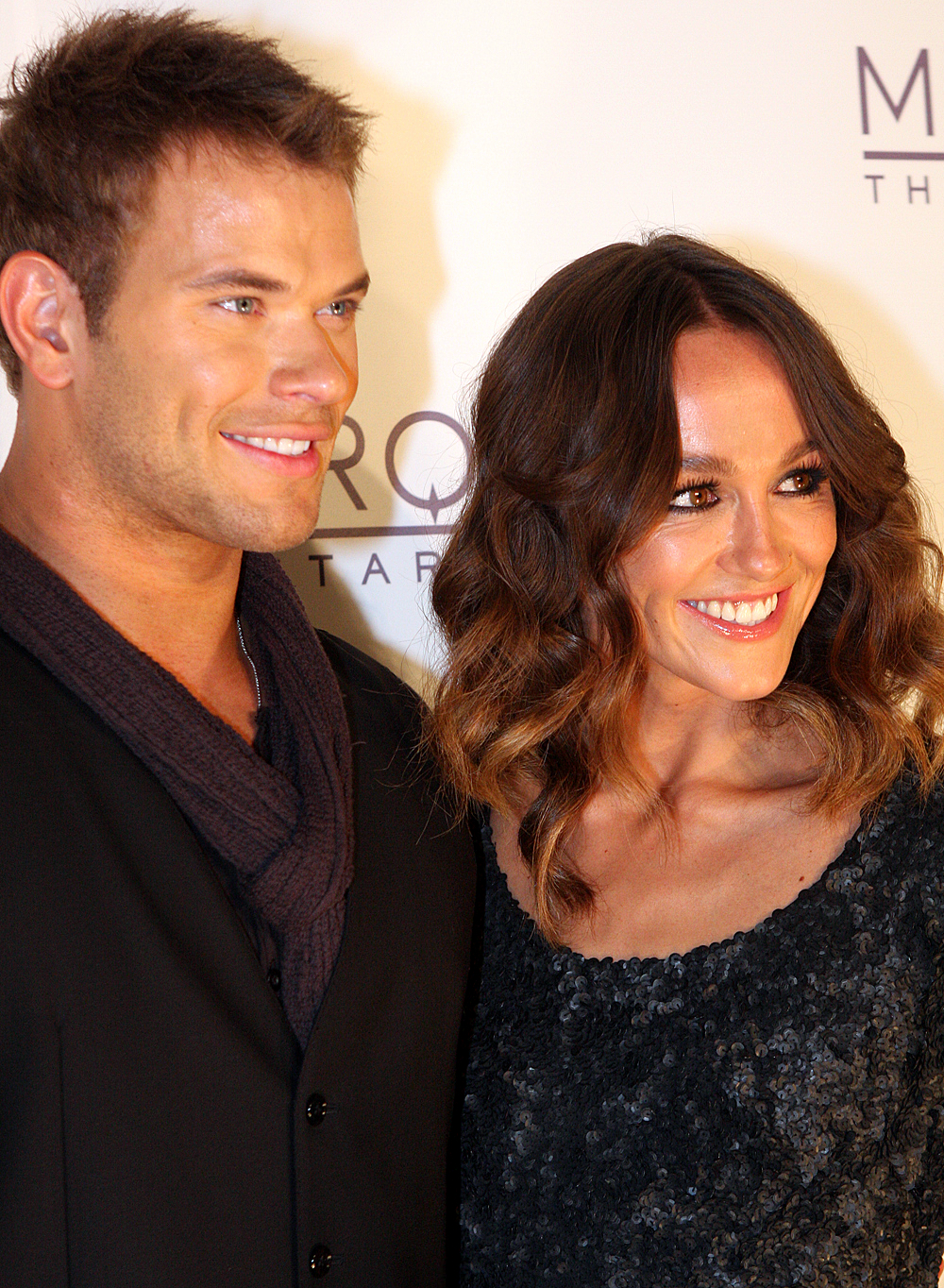
Kellan Lutz et son ex-petite amie Sharni Vinson.

Il pratique de nombreux sports comme le skateboard, la musculation, l'athlétisme, le baseball, le basket-ball, la natation, le tennis, le badminton, le ski ou encore le snowboard.
Il a également une passion pour les films d'horreur et il préfère effectuer ses propres cascades lors des réalisations de ses films.
Après avoir été en couple avec l'actrice américaine, Kayla Ewell, de septembre 2006 à juillet 2008, Kellan a fréquenté l'actrice américaine, AnnaLynne McCord, de septembre 2008 à juin 2011 - connaissant un bon nombre d'intermittences. Il a ensuite été le compagnon de l'actrice et danseuse australienne, Sharni Vinson, d'août 2011 à octobre 2013, avant de fréquenter la mannequin américaine, Brittny Ward, pendant près d'un an.
En septembre 2017, Kellan se fiance avec une dénommée Brittany Gonzales - sa compagne depuis fin 2016. Ils se sont mariés le 23 novembre 2017. En novembre 2019, ils annoncent sur leurs réseaux sociaux qu'ils attendent leur premier enfant, une fille. En février 2020, le couple annonce avoir fait une fausse couche, au bout de six mois de grossesse. En septembre 2020, ils annoncent qu’ils attendent à nouveau un enfant pour 2021. Il devient papa le 22 février 2021 d'une fille prénommé Ashtyn Lilly Lutz.
Leur deuxième enfant, un garçon nommé Kasen Lane Lutz nait le 10 août 2022.
Il est de religion chrétienne.

## Filmographie

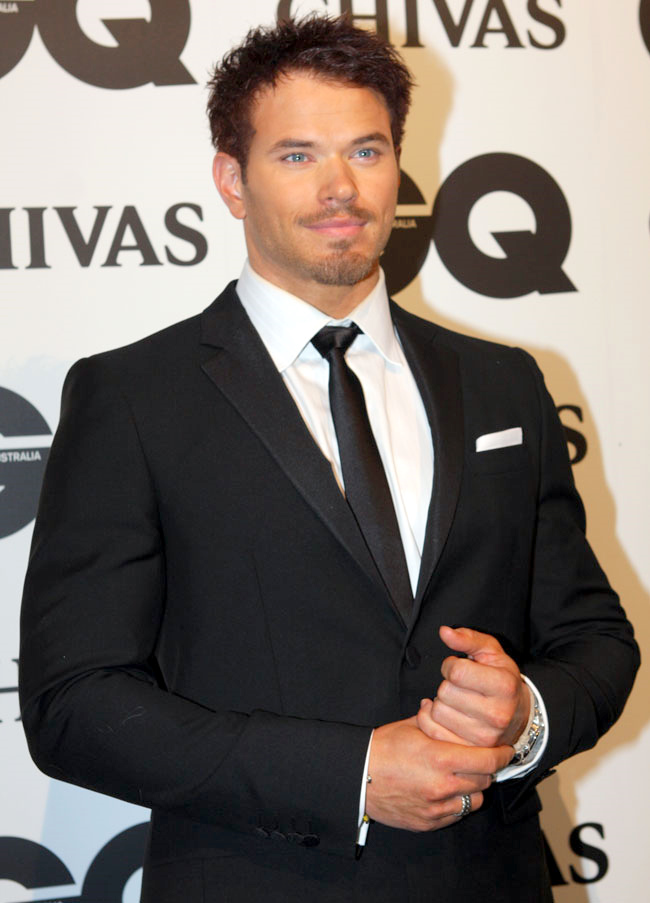
Kellan Lutz en 2011.

### Cinéma

#### Longs métrages
- 2006 : Stick It de Jessica Bendinger : Frank
- 2006 : Admis à tout prix (Accepted) de Steve Pink (en) : Dwayne
- 2008 : Twilight, chapitre I : Fascination (The Twilight Saga: Twilight) de Catherine Hardwicke : Emmett Cullen
- 2008 : Le bal de l'horreur (Prom Night) de Nelson McCormick : Rick Leland
- 2008 : Deep Winter de Mikey Hilb : Mark Rider
- 2009 : Twilight, chapitre II : Tentation (The Twilight Saga: New Moon) de Chris Weitz : Emmett Cullen
- 2010 : Twilight, chapitre III : Hésitation (The Twilight Saga: Eclipse) de David Slade : Emmett Cullen
- 2010 : Meskada de Josh Sternfeld : Eddie Arlinger
- 2010 : Freddy : Les Griffes de la nuit (A Nightmare on Elm Street) de Samuel Bayer : Dean Russell
- 2011 : Twilight, chapitre IV : Révélation (The Twilight Saga: Breaking Dawn Part 1) de Bill Condon : Emmett Cullen
- 2011 : Amour, Mariage et Petits Tracas (Love, Wedding, Marriage) de Dermot Mulroney : Charlie
- 2011 : Les Immortels (Immortals) de Tarsem Singh : Poséidon
- 2011 : A Warrior's Heart de Michael F. Sears : Conor Sullivan
- 2011 : Arena
- 2012 : Twilight, chapitre V : Révélation (The Twilight Saga: Breaking Dawn Part 2) de Bill Condon : Emmett Cullen
- 2013 : Java Heat de Conor Allyn : Jake Travers
- 2013 : Syrup (film) (en) de Max Barry : Sneaky Pete
- 2013 : Tarzan de Reinhard Klooss : Tarzan (voix originale)
- 2014 : La Légende d'Hercule (The Legend of Hercules) de Renny Harlin : Hercule
- 2014 : Expendables 3 (The Expendables 3) : Smilee
- 2015 : Extraction de Steven C. Miller : Harry Turner
- 2015 : Experimenter de Michael Almereyda : William Shatner
- 2016 : Osiris, la 9ème planète (Science Fiction Volume One: The Osiris Child) de Shane Abbess : Sy Lombrock
- 2016 : Money de Martin Rosete : Mark
- 2018 : Guardians of the Tomb de Kimble Rendall : Jack Ridley
- 2018 : Speed Kills de Jodi Scurfield : Robbie Reemer
- 2019 : Ce que veulent les hommes (What Men Want) de Adam Shankman : capitaine Fucktactic

#### Courts métrages
- 2020 : Divertimento de Keyvan Sheikhalishahi: Jonas Olsen

### Télévision

#### Séries télévisées
- 2004 : Amour, Gloire et Beauté (The Bold and Beautiful) : Rob (1 épisode)
- 2005 : Les Experts : Manhattan (CSI: NY) : Alex Hopper (1 épisode)
- 2005 : Six Feet Under : Critter (1 épisode)
- 2005 : Summerland : Fordie (2 épisodes)
- 2005-2014 : Mon comeback : Chris MacNess (14 épisodes)
- 2007 : Les Experts (CSI: Crime Scene Investigation) : Chris Mullins (1 épisode)
- 2007 : Heroes : Andy (1 épisode)
- 2008 : Generation Kill : Caporal Jason Lilley (7 épisodes)
- 2008-2009 : 90210 : George Evans (6 épisodes)
- 2009 : Valley Peaks : Kyle McBride (2 épisodes)
- 2012 : 30 Rock : lui-même (1 épisode)
- 2020-2022: Most Wanted Criminals (FBI: Most Wanted) : Ken Crosby (rôle principal)
- 2022 : The Guardians of Justice : King Tsunami

### Vidéofilms
- 2007 : Ghosts of Goldfield de Ed Winfield : Chad
- 2009 : After Dusk They Come (en) de Jorg Ihle : Jack
- 2011 : Arena de Jonah Loop : David Lord

## Distinctions

### Nominations
- Teen Choice Awards 2012 : Meilleur voleur de scène pour Twilight, chapitre IV : Révélation : Partie 1
- Young Hollywood Awards 2014 : Corps le plus sexy
- Teen Choice Awards 2014 : Meilleur acteur pour Twilight, chapitre IV : Révélation : Partie 1
- Northeast Film Festival 2016 : Meilleur choix d'acteur dans un film d'action et aventure pour La Légende d'Hercule
- Philadelphia Independent Film Festival 2020 : Meilleur acteur pour Divertimento

### Récompenses
- Teen Choice Awards 2010 : Meilleur voleur de scène pour Twilight, chapitre II : Tentation
- Teen Choice Awards 2011 : Meilleur voleur de scène pour Twilight, chapitre III : Hésitation
- Razzie Awards 2013 : Pire casting (partagé avec les autres acteurs du film) pour Twilight, chapitre IV : Révélation : Partie 2
- Teen Choice Awards 2013 : Meilleur voleur de scène pour Twilight, chapitre IV : Révélation : Partie 2
- Young Hollywood Awards 2014 : Meilleur Super-Héros pour La Légende d'Hercule
- Queen Palm International Film Festival, Palm Springs 2020 : Meilleur acteur (Gold Award) pour Divertimento

## Voix françaises
Stéphane Pouplard est la voix française régulière de l'acteur.
En France
- Stéphane Pouplard dans : 
  - Twilight, chapitre I : Fascination
  - Generation Kill (série télévisée)
  - 90210 Beverly Hills : Nouvelle Génération (série télévisée)
  - Twilight, chapitre II : Tentation
  - Twilight, chapitre III : Hésitation
  - Freddy : Les Griffes de la nuit
  - Twilight, chapitre IV : Révélation - Partie 1
  - Amour, Mariage et Petits Tracas
  - Les Immortels
  - Arena
  - Twilight, chapitre V : Révélation - Partie 2
  - 30 Rock (série télévisée)
  - La Légende d'Hercule
  - Expendables 3
  - Extraction
  - Guardians of the Tomb
  - Most Wanted Criminals  (série télévisée)

et aussi
- Mark Lesser dans Les Experts (série télévisée)
- Donald Reignoux dans Tarzan (voix)
- David Manet dans Osiris, la 9ème planète